# C.B. Hansen
Christopher Bagnæs Hansen (24. februar 1806 i København – 16. januar 1868 sammesteds) var en dansk stolemager og møbelfabrikant, grundlægger af C.B. Hansens Etablissement.

## Karriere
Han var søn af tømrerersvend Christopher Bagnæs og Anna f. Stephensen (ca. 1775-1854). Efter faderens tidlige død ægtede moderen arbejdsmand Peter Antoni (død senest 1845). Hjemmet var fattigt, og Bagnæs måtte derfor selv tidlig tjene til sit ophold; han arbejdede således en tid i Modewegs Klædefabrik og var en tid brolægger i Nyboder, før han 1820 kom i stolemagerlære. 6 år efter blev han svend, og det er først på denne tid, at han – uvist hvorfor – antog navnet Hansen. 1830 gjorde han mesterstykke, 1832 tog han borgerskab, og, dygtig som han var, arbejdede han sig nu ved flid og stræbsomhed i forbindelse med et ikke ringe handelstalent frem til en betydelig stilling. Stolemageriet blev ham hurtig for snævert, og allerede 1838 skaffede han sig derfor ret til også at forfærdige og sælge alle slags ""finerede og indlagte Meubler af fine fremmede saavelsom af indenlandske Træsorter". Karakteristisk for hans hurtige fremgang er det, at han 1843 kunne købe en så betydelig ejendom som Erichsens Palæ på Kongens Nytorv, hvortil hans forretning derefter stadig var knyttet. På verdensudstillingerne i London 1851 (et nyrokokoskrivebord) og i Paris 1855 (et egetræsbogskab, som 1879 blev købt som brudegave til prinsesse Thyra) stod C.B. Hansen som den væsentlige repræsentant for dansk snedkerkunst ligesom ved udstillingen i København 1852, og ved sit 25 års jubilæum i 1855 blev han i den anledning optaget som mester i Københavns Snedkerlav. Allerede i 1841 var han blevet hofstolemager. 1867 overdrog han på grund af svagelighed sin virksomhed til sønnen Charles Hansen (1836-1895) og svigersønnen Lars Larsen og døde 16. januar 1868.

## Foreningsarbejde
I længere tid var han medlem af bestyrelserne for Haandværkerforeningen og Industriforeningen ligesom af direktionen for de Massmannske Søndagsskoler, og i Københavns Brandkorps tjente han sig fra 1832 op til kaptajn. Som medlem af Haandværkerforeningens bestyrelse (1857-67) interesserede han sig stærkt for opførelsen af stiftelsen Alderstrøst. Han hjalp sin arbejdere og adskillige standsfæller med råd og personlig bistand, særlig i kriseåret 1857. 1852 fik han Fortjenstmedaljen i sølv, 1854 fik han Fortjenstmedaljen i guld, og 18. januar 1858 blev han Ridder af Dannebrog.
16. februar 1827 havde han i Garnisons Kirke ægtet Claudine Henriette Olsen (25. februar 1803 i København – 31. maj 1857 sammesteds), datter af smedesvend Jens Olsen Herløw og Anne Margrethe Jørgensdatter, og efter at dette ægteskab var opløst, giftede han sig 19. november 1843 i Damsholte Kirke med Jacobine Marie Charlotte Krause (14. april 1819 i Damsholte – 11. januar 1892 i København), datter af gartner Johan Diderik Conrad Krause (1770-1846) på Marienborg på Møn og Anne Charlotte Hedevig Keilow (1783-1860).
Han er begravet på Holmens Kirkegård.
Der findes to portrætmalerier af ukendte kunstnere. Litografi af Carl Simonsen (Em. Bærentzen & Co.) 1859 efter foto, xylografi 1868 efter samme. Litografi af Johan Hassel 1880. Fotografi af Georg E. Hansen.